# Турнир Рио — Сан-Паулу 1934
Второй розыгрыш турнира Рио — Сан-Паулу был частично проведён в 1934 году. Планировалось, что участниками станут пять команд от штата Сан-Паулу и восемь от штата Рио-де-Жанейро. Турнир должен был быть разделён на два этапа, первый этап являлся квалификационным, а второй — финальным. Квалификационный этап состоял у каждого из штатов из самостоятельных турниров, в которых выявлялся победитель: у Сан-Паулу это был турнир пяти клубов, а у Рио-де-Жанейро — Дополнительный турнир. Уже по ходу квалификационного этапа, победители чемпионата Рио «Васко да Гама» и чемпионата Сан-Паулу «Палестра Италия» заявили, что будучи лучшими командами своих штатов, они имеют право на автоматический выход во второй этап. Руководство футбола Рио-де-Жанейро согласовало просьбу «Васко да Гамы», а вот футбольные власти Сан-Паулу отказали «Палестре», из-за чего она должна была выходить во второй этап на общих основаниях. Во время проведения турнира клуб «Флуминенсе», входящий в Лигу Кариока по футболу (порт.-браз. Liga Carioca de Foot-Ball), вышел из неё и присоединился к Городской спортивной федерации (порт.-браз. Federação Metropolitana de Desportos), а в Сан-Паулу «Палестра Италия» и «Коринтианс» ушли из Ассоциации легкоатлетического спорта Паулиста (порт.-браз. Associação Paulista de Esportes Athléticos) и основали Лигу Паулиста по футболу (порт.-браз. Liga Paulista de Futebol). Из-за этих пертурбаций турнир был остановлен, а второй этап не проводился.

## Турнирная таблица (Сан-Паулу)
Подробности смотрите в статье
| Турнирная таблица первого этапа Турнира Рио — Сан-Паулу 1934 в Сан-Паулу | Турнирная таблица первого этапа Турнира Рио — Сан-Паулу 1934 в Сан-Паулу | Турнирная таблица первого этапа Турнира Рио — Сан-Паулу 1934 в Сан-Паулу | Турнирная таблица первого этапа Турнира Рио — Сан-Паулу 1934 в Сан-Паулу | Турнирная таблица первого этапа Турнира Рио — Сан-Паулу 1934 в Сан-Паулу | Турнирная таблица первого этапа Турнира Рио — Сан-Паулу 1934 в Сан-Паулу | Турнирная таблица первого этапа Турнира Рио — Сан-Паулу 1934 в Сан-Паулу | Турнирная таблица первого этапа Турнира Рио — Сан-Паулу 1934 в Сан-Паулу | Турнирная таблица первого этапа Турнира Рио — Сан-Паулу 1934 в Сан-Паулу | Турнирная таблица первого этапа Турнира Рио — Сан-Паулу 1934 в Сан-Паулу |
| Позиция                                                                  | Команда                                                                  | Матчи                                                                    | Победы                                                                   | Ничьи                                                                    | Поражения                                                                | Забито                                                                   | Пропущено                                                                | Разница голов                                                            | Очки                                                                     |
| ------------------------------------------------------------------------ | ------------------------------------------------------------------------ | ------------------------------------------------------------------------ | ------------------------------------------------------------------------ | ------------------------------------------------------------------------ | ------------------------------------------------------------------------ | ------------------------------------------------------------------------ | ------------------------------------------------------------------------ | ------------------------------------------------------------------------ | ------------------------------------------------------------------------ |
| 1                                                                        | Сан-Паулу да Флореста                                                    | 6                                                                        | 5                                                                        | 0                                                                        | 1                                                                        | 12                                                                       | 7                                                                        | +5                                                                       | 10                                                                       |
| 1                                                                        | Флуминенсе                                                               | 7                                                                        | 5                                                                        | 0                                                                        | 2                                                                        | 7                                                                        | 2                                                                        | +5                                                                       | 10                                                                       |
| 3                                                                        | Португеза Деспортос                                                      | 8                                                                        | 2                                                                        | 1                                                                        | 5                                                                        | 9                                                                        | 12                                                                       | -3                                                                       | 5                                                                        |
| 3                                                                        | Сантос                                                                   | 8                                                                        | 2                                                                        | 1                                                                        | 5                                                                        | 10                                                                       | 16                                                                       | -6                                                                       | 5                                                                        |
| 5                                                                        | Палестра Италия                                                          | 6                                                                        | 1                                                                        | 2                                                                        | 3                                                                        | 6                                                                        | 8                                                                        | -2                                                                       | 4                                                                        |

## Турнирная таблица (Рио-де-Жанейро)
Подробности смотрите в статье
| Турнирная таблица первого этапа Турнира Рио — Сан-Паулу 1934 в Рио-де-Жанейро | Турнирная таблица первого этапа Турнира Рио — Сан-Паулу 1934 в Рио-де-Жанейро | Турнирная таблица первого этапа Турнира Рио — Сан-Паулу 1934 в Рио-де-Жанейро | Турнирная таблица первого этапа Турнира Рио — Сан-Паулу 1934 в Рио-де-Жанейро | Турнирная таблица первого этапа Турнира Рио — Сан-Паулу 1934 в Рио-де-Жанейро | Турнирная таблица первого этапа Турнира Рио — Сан-Паулу 1934 в Рио-де-Жанейро | Турнирная таблица первого этапа Турнира Рио — Сан-Паулу 1934 в Рио-де-Жанейро | Турнирная таблица первого этапа Турнира Рио — Сан-Паулу 1934 в Рио-де-Жанейро | Турнирная таблица первого этапа Турнира Рио — Сан-Паулу 1934 в Рио-де-Жанейро | Турнирная таблица первого этапа Турнира Рио — Сан-Паулу 1934 в Рио-де-Жанейро |
| Позиция                                                                       | Команда                                                                       | Матчи                                                                         | Победы                                                                        | Ничьи                                                                         | Поражения                                                                     | Забито                                                                        | Пропущено                                                                     | Разница голов                                                                 | Очки                                                                          |
| ----------------------------------------------------------------------------- | ----------------------------------------------------------------------------- | ----------------------------------------------------------------------------- | ----------------------------------------------------------------------------- | ----------------------------------------------------------------------------- | ----------------------------------------------------------------------------- | ----------------------------------------------------------------------------- | ----------------------------------------------------------------------------- | ----------------------------------------------------------------------------- | ----------------------------------------------------------------------------- |
| 1                                                                             | Фламенго                                                                      | 16                                                                            | 11                                                                            | 2                                                                             | 3                                                                             | 45                                                                            | 24                                                                            | +21                                                                           | 24                                                                            |
| 2                                                                             | Америка (Рио)                                                                 | 16                                                                            | 9                                                                             | 3                                                                             | 4                                                                             | 30                                                                            | 26                                                                            | +4                                                                            | 21                                                                            |
| 3                                                                             | Васко да Гама                                                                 | 12                                                                            | 6                                                                             | 4                                                                             | 2                                                                             | 22                                                                            | 15                                                                            | +7                                                                            | 16                                                                            |
| 3                                                                             | Флуминенсе                                                                    | 16                                                                            | 6                                                                             | 4                                                                             | 6                                                                             | 31                                                                            | 27                                                                            | +4                                                                            | 16                                                                            |
| 5                                                                             | Бангу                                                                         | 15                                                                            | 5                                                                             | 5                                                                             | 5                                                                             | 39                                                                            | 38                                                                            | +1                                                                            | 15                                                                            |
| 6                                                                             | Сан-Кристован                                                                 | 14                                                                            | 3                                                                             | 3                                                                             | 8                                                                             | 23                                                                            | 33                                                                            | -10                                                                           | 9                                                                             |
| 7                                                                             | Бонсусессо                                                                    | 15                                                                            | 1                                                                             | 1                                                                             | 13                                                                            | 19                                                                            | 47                                                                            | -28                                                                           | 3                                                                             |